# 秘魯前鰭鮋
秘魯前鰭鮋，為輻鰭魚綱鮋形目鮋亞目前鰭鮋科的其中一種，為亞熱帶海水魚，分布於東南太平洋及西南大西洋海域，體長可達27.1公分，棲息在底層水域，生活習性不明。